# (4411) Kochibunkyo
(4411) Kochibunkyo est un astéroïde de la ceinture principale.

## Description
(4411) Kochibunkyo est un astéroïde de la ceinture principale. Il fut découvert le 3 janvier 1990 à Geisei par Tsutomu Seki. Il présente une orbite caractérisée par un demi-grand axe de 2,17 UA, une excentricité de 0,09 et une inclinaison de 2,3° par rapport à l'écliptique.

## Compléments